# Pierre François Marchal
Pour les articles homonymes, voir Marchal.
Pierre François Marchal est un homme politique français né le 8 avril 1785 à Nancy (actuel département de Meurthe-et-Moselle) et décédé le 1er novembre 1864 à Nancy.
Notaire à Nancy, il est député de la Meurthe de 1827 à 1834, de 1837 à 1845 et de 1848 à 1849. Il siège dans l'opposition libérale sous la Restauration et se prononce pour l'adresse de 221 et prend part aux journées de Juillet 1830. Il siège également dans l'opposition à la monarchie de Juillet, se détachant rapidement d'un régime qu'il a soutenu à ses débuts. Maire de Nancy en 1848, il siège à gauche à l'Assemblée constituante.

## Sources
- « Pierre François Marchal », dans Adolphe Robert et Gaston Cougny, Dictionnaire des parlementaires français, Edgar Bourloton, 1889-1891 [détail de l’édition]